# Walter Benítez
Walter Daniel Benítez, född 19 mars 1993, är en argentinsk fotbollsmålvakt som spelar för PSV Eindhoven.

## Klubbkarriär
Benítez debuterade för Nice den 8 december 2016 i en 2–1-vinst över Krasnodar i Europa League. Benítez debuterade i Ligue 1 den 21 december 2016 i en 0–0-match mot Bordeaux, där han blev inbytt i den 56:e minuten mot Yoan Cardinale.
Den 21 juni 2022 värvades Benítez av nederländska PSV Eindhoven, där han skrev på ett treårskontrakt.

## Landslagskarriär
Benítez debuterade för Argentinas landslag den 26 mars 2024 i en 3–1-vinst över Costa Rica.

## Meriter
PSV Eindhoven
- KNVB Cup: 2022/2023
- Johan Cruijff Schaal: 2022, 2023